# Micracis
Micracis är ett släkte av skalbaggar. Micracis ingår i familjen vivlar.

## Dottertaxa tillMicracis, i alfabetisk ordning[1]
- Micracis aculeatus
- Micracis acutipennis
- Micracis amplinis
- Micracis asperulus
- Micracis bicornus
- Micracis biorbis
- Micracis burgosi
- Micracis carinulatus
- Micracis carinulus
- Micracis costaricensis
- Micracis cubensis
- Micracis detentus
- Micracis difficilis
- Micracis dimorphus
- Micracis evanescens
- Micracis exilis
- Micracis festivus
- Micracis giganteus
- Micracis grandis
- Micracis harnedi
- Micracis harunganae
- Micracis hirtellus
- Micracis ignotus
- Micracis incertus
- Micracis inimicus
- Micracis knulli
- Micracis lepidus
- Micracis lignator
- Micracis lignicolus
- Micracis longula
- Micracis madagascariensis
- Micracis meridianus
- Micracis mexicanus
- Micracis nanula
- Micracis opacicollis
- Micracis opacithorax
- Micracis ovatus
- Micracis pennatus
- Micracis photophilus
- Micracis populi
- Micracis punctatorugosus
- Micracis pygmaeus
- Micracis robustus
- Micracis rudis
- Micracis sentus
- Micracis suturalis
- Micracis swainei
- Micracis torus
- Micracis tribulatus
- Micracis truncatus
- Micracis unicornis
- Micracis vitulus